# مجتبى سيد جعفر
مجتبى سيد جعفر (مواليد 12 أغسطس 1981) هو لاعب كرة قدم قطري يلعب حاليا مع نادي أم صلال كلاعب خط وسط.

## المسيرة الرياضية
في يونيو 2011 انتقل جعفر إلى نادي الجيش الصاعد حديثًا. في يناير 2012 انضم إلى نادي أم صلال. ومع ذلك بعد فترة وجيزة من الانتقال تعرض لإصابة في أول مباراة له مما جعله يغيب عن بقية الموسم.